# Cercideae
Tribu
Classification phylogénétique
Les Cercideae sont une tribu de plantes dicotylédones de la famille des Fabaceae, sous-famille des Caesalpinioideae, originaire principalement des régions tropicales et tempérées chaudes, qui comprend une douzaine de genres et environ 330 espèces. Les Cercideae constituent la lignée basale des Fabaceae (c'est-à-dire le groupe-frère du reste de la famille).  Cette tribu est subdivisée en deux sous-tribus, les Cercidinae, qui comprend notamment le genre Cercis, les Bauhiniinae, avec le genre Bauhinia sensu lato, genre à répartition pantropicale d'environ 150 espèces.
Dans la nouvelle classification phylogénique des Fabaceae proposée en 2017 par le Legume Phylogeny Working Group (LPWG), les Cercideae sont élevées au rang de sous-famille sous le nom de Cercidoideae.

## Liste des genres par sous-tribus
Selon NCBI (7 août 2018) :
- sous-tribu des Bauhiniinae
  - Barklya F.Muell., 1859
  - Bauhinia L., 1753
  - Brenierea Humbert
  - Gigasiphon Drake, 1903
  - Lysiphyllum (Benth.) de Wit, 1956
  - Phanera Lour., 1790
  - Piliostigma Hochst.
  - Schnella Raddi, 1820
  - Tylosema (Schweinf.) Torre & Hillc.
- sous-tribu des Cercidinae
  - Adenolobus (Harv. ex Benth. & Hook.f.) Torre & Hillc.
  - Cercis L.
  - Griffonia Baill., 1865
  - Lasiobema (Korth.) Miq., 1855